# VIH / sida en Russie
 Mise en garde médicale

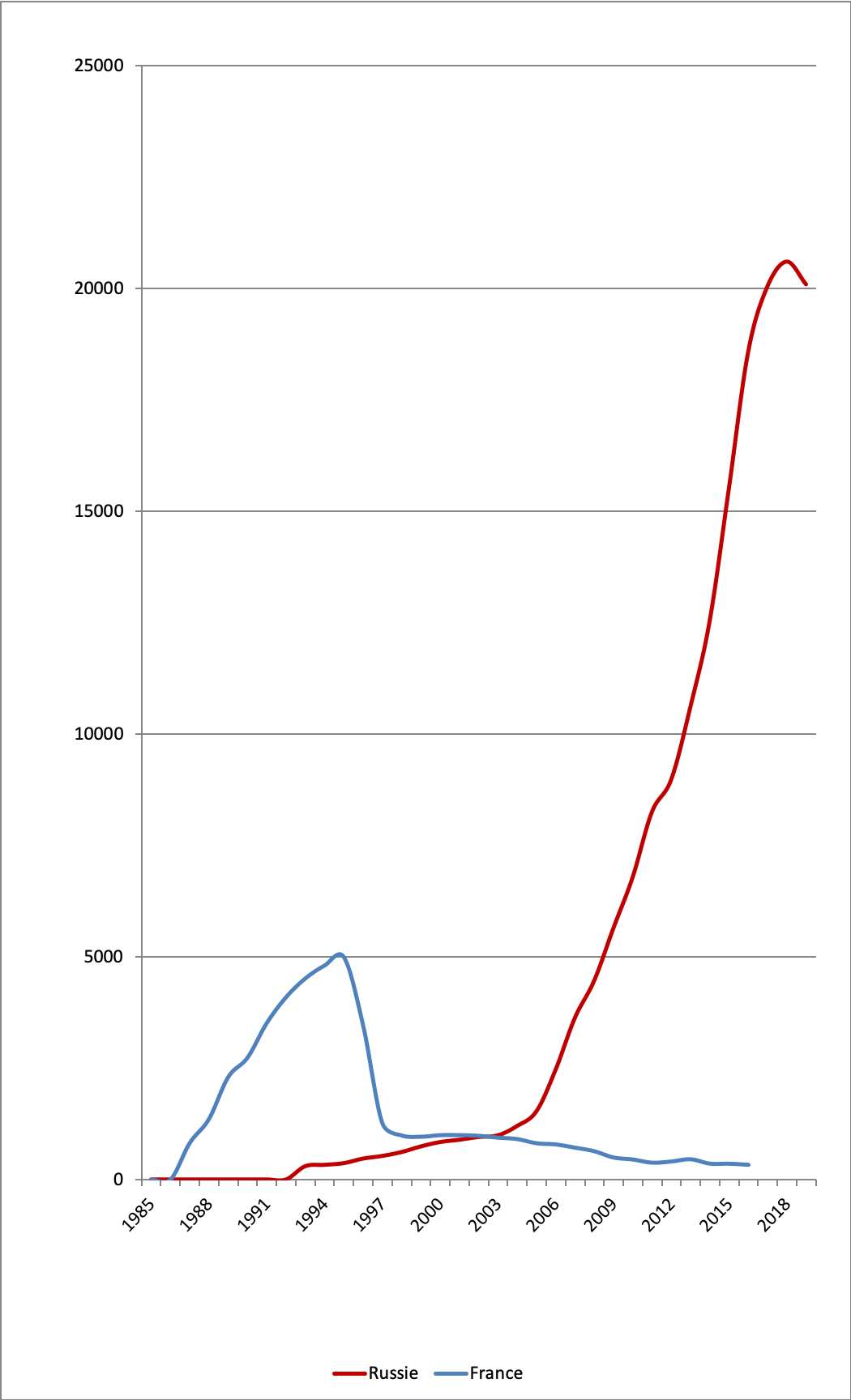
Évolution du nombre annuel des décès liés au sida en Russie et en France

Environ 1,5 million de personnes en Russie, soit 1 % des 148 millions de citoyens russes, seraient infectées par le VIH, dont une partie sans le savoir.
Fin 2020, le nombre des cas d'infection officiellement dépistés parmi les citoyens russes depuis le début de l'épidémie s'élève à 1 493 000. 388 000 d'entre elles sont décédées, et 1 105 000 environ vivent avec le VIH. Parmi celles-ci, 788 900 sont enregistrées et suivies par des établissements médicaux, et 605 000 reçoivent une thérapie antivirale.
Le nombre des nouveaux cas dépistés chaque année a cessé de s'accroître, mais reste proche de 100 000, précisément de 88 150 en 2020, en excluant les dépistages anonymes et les ressortissants étrangers. Un autre indicateur d'une situation très dégradée est l'augmentation du nombre de décès liés au sida, passé de 15 000 en 2015 à 20 600 en 2018, mais en baisse depuis (cf. graphique). La prévalence du VIH, calculée sur la base du nombre de cas dépistés, dépasse 1,5 % dans 17 régions russes, et dans trois d'entre elles (Kemerovo, Irkoutsk, Sverdlovsk) elle approche les  2 %.
La diffusion du VIH s'est accélérée dans les années 1990, principalement par la voie parentérale chez les toxicomanes, mais les relations sexuelles hétérosexuelles sont devenues la principale voie de transmission. Les hommes ayant des relations sexuelles avec les hommes sont, sur la base des statistiques publiées, relativement peu touchés.
Le gouvernement russe a adopté en octobre 2016 une nouvelle stratégie fédérale pour prévenir et lutter contre l'infection par le VIH. Elle a le soutien de l'ONUSIDA et de l'OMS. Mais des obstacles importants doivent être levés pour qu'elle ait toute son efficacité : meilleure organisation du dépistage, en particulier dans le cas des groupes à risques, augmentation des taux de couverture par les thérapies antirétrovirales, effectivité des actions de prévention et de la prise en charge sanitaire des personnes appartenant aux groupes à risques, en particulier les utilisateurs de drogues injectables, pour lesquels de véritables démarches de réduction des risques ne sont pas encore engagées. La sortie de la maladie des groupes à risques, et sa diffusion dans l'ensemble de la population, soulève également des difficultés nouvelles.
Les associations et les organisations non gouvernementales contribuent significativement à la lutte contre le sida, et notamment à sa prévention. Leur action est cependant entravée par des moyens insuffisants, le manque d'appui des pouvoirs publics, et l'inscription de certaines d'entre elles sur une liste des agents de l'étranger les expose à des amendes et des sanctions administratives.
La lutte contre l'infection par le VIH bute également sur des groupes de pression privilégiant la défense des valeurs traditionnelles à la prévention du sida ou en déniant l'existence, sur des dispositions réglementaires qui font obstacle à l'action en direction des groupes à risques, et sur les discriminations à l'encontre des personnes séropositives, auxquelles la stratégie fédérale déclare vouloir s'attaquer.

## Historique
Pendant longtemps, la Guerre froide empêchait les déplacements de personnes entrant ou sortant du bloc de l'est, sauf rares exceptions, limitant ainsi la propagation du virus.
En 1986, le premier cas est rapporté, concernant un soldat revenant d'Afrique, qui contamine 15 soldats avec lesquels il a des relations sexuelles. D'autres cas d'infection par le VIH sont également constatés en 1987 en Ukraine, dans le port d’Odessa, ainsi qu'en Russie.
Les autorités ont une réaction de stigmatisation et associent le sida à un mode de vie occidental et corrompu. Dans le contexte d'instabilité politique de la perestroïka, l'homosexualité et les questions de santé reproductive ne peuvent être abordées dans une logique de prévention, et aucune campagne de prévention n'est engagée. En revanche des tests de dépistage massifs sont réalisés sans le consentement des personnes, et la recherche des contacts sexuels des personnes séropositives est faite de façon agressive.
Le principal vecteur de transmission du VIH est cependant dès le début de l'épidémie la voie parentérale, avec l'utilisation de matériel d'injection non stérilisé par les usagers de drogues injectables, principalement les héroïnomanes.
La prostitution, liée ou non à l'usage de drogue, qui se serait fortement développée dans la période d'effondrement économique des années 1990, est également un facteur de diffusion du VIH. Plus généralement, l'insuffisance de la prévention des maladies sexuellement transmissibles est attestée par leur niveau élevé (en 1995, selon les statistiques officielles, 10 millions de cas de MST sont recensés en Russie).
Des contaminations se produisent également dans les établissements de soins, lors de transfusions sanguines, touchant notamment 270 enfants dans des hôpitaux en 1988 et 1999, dont la tragique vague de contaminations par le VIH d'Elista. Elles conduisent à la création d'un établissement hospitalier pour accueillir ces enfants à Saint-Pétersbourg.
Certaines régions sont plus fortement touchées et deviennent des foyers de diffusion du VIH, essentiellement en Sibérie, mais aussi dans l’Oural et la région de la Volga, en raison de connexions avec le trafic et l’usage de drogues injectables, conjuguées à de fortes mobilités des populations.
En 1995, les pouvoirs publics commencent à se préoccuper de la situation épidémiologique, et une loi fédérale est adoptée. Une centaine d'organismes gouvernementaux et non gouvernementaux développent des actions de terrain.
Cependant, l'incidence de l'infection par le VIH augmente brutalement à partir de 1999. Les usagers de drogues injectables représentent alors près de 70 % des personnes infectées par le VIH, mais le virus se diffuse de plus en plus par la voie des relations sexuelles hétérosexuelles, et cette voie de contamination devient pour la première fois majoritaire en 2018. Les femmes sont de plus en plus touchées par l'infection par le VIH.
Le Fonds mondial de lutte contre le SIDA commence à financer en 2004 des programmes de soins en Russie, à l'attention notamment des migrants qui ne peuvent bénéficier des financements russes. Un plan d'action commun est élaboré avec l'OMS, avec également le soutien de la Banque mondiale. À la suite de la deuxième Conférence d’Europe de l’Est et d’Asie centrale sur le sida (EECAAC II) organisée à Moscou en 2008, le fonds élargit son soutien, notamment à des programmes de réduction des risques en direction des usagers de drogues injectables. Après des débats tendus sur le recours à la méthadone, ces programmes sont interrompus ou reconfigurés, et si le fonds mondial continue d'intervenir en Russie jusqu'en 2016, son action perd son caractère structurant.
Après un léger ralentissement en 2008 et 2009, la hausse du nombre de nouvelles infections dépistées chaque année continue. Face à la dégradation de la situation sanitaire, le président du conseil des ministres de la fédération de Russie, Dmitri Medvedev préside une réunion interministérielle le 25 octobre 2015 et donne à la ministre de la santé, Veronika Skvortsova, un délai de 6 mois pour élaborer une nouvelle stratégie fédérale de prévention et de lutte contre l'infection par le VIH. Elle sera adoptée le 20 octobre 2016.
Fin 2019, depuis le début de l'épidémie 1 424 000 personnes ont vu dépistée une infection par le VIH. 355 000 sont mortes et 1 069 000 vivent avec le VIH, soit 0,73 % de la population. 94 668 nouveaux cas d'infection ont été dépistés en 2019, chiffre pour la seconde fois depuis 10 ans en baisse par rapport à l'année précédente.
Ces chiffres ne comprennent pas les personnes ne connaissant pas leur séropositivité, et le nombre des personnes des personnes infectées par le VIH est généralement estimé à 1,5 million, proche du seuil de 1 % de la population considéré par les autorités russes comme celui d'une épidémie.
Selon l'ONUSIDA, la Russie est l'un des pays où le nombre de personnes infectées par le VIH a la plus forte augmentation. C'est en Europe de l'Est et en Asie centrale que le nombre de nouveaux cas a explosé (+57 %) ces cinq dernières années et 80 % d'entre eux ont été signalés en Russie (10 % en Ukraine).

## Statistiques

### Remarques générales

#### Principales sources statistiques
Il n'y a pas en Russie d'outils de modélisation épidémiologique analogues à ceux utilisés, par exemple, par l'OMS, pour calculer le nombre de personnes séropositives. Les données disponibles sont des données observées, collationnées pour la plupart par les centres régionaux de prévention et de lutte contre le sida constitués dans les différents sujets de la Fédération. Elles sont parfois incomplètes, en cas de remontées partielles d'un ou plusieurs centres. Surtout, elles ne comprennent pas, par construction, les personnes infectées par le VIH non dépistées, et pour une partie des statistiques, celles non enregistrées dans un établissement de soin.
Les données sur le nombre de personnes dépistées séropositives, avec des ventilations par mode de contamination, par sexe, par âge et par région, ont été publiées régulièrement par le Centre fédéral de prévention et de lutte contre le sida (russe : Федеральный научно-методический центр по профилактике и борьбе со СПИДом), qui est rattaché au Service fédéral de surveillance des droits des consommateurs et du bien-être humain, ou Rospotrebnadzor (russe : Роспотребнадзор). Le dernier bulletin détaillé de ce centre porte sur l'année 2019.
Le service fédéral des statistiques publie également des statistiques sur la morbidité et la mortalité liées au sida issues du ministère fédéral de la santé. Le ministère de la santé a rendu publiques, notamment dans la stratégie fédérale adoptée le 20 octobre 2017, des données supplémentaires sur la prise en charge des personnes séropositives et la couverture par les traitements antirétroviraux. Elle apparaissent également dans les rapports du Centre fédéral de prévention et de lutte contre le sida, publiés plusieurs fois dans l'année.
Sauf exception, ces statistiques ne portent que sur les citoyens de la fédération de Russie, et n'intègrent pas les personnes étrangères présentes sur le territoire fédéral. Elles comprennent en revanche depuis 2013 les habitants de la Crimée, dont le rattachement à la fédération de Russie n'est pas reconnu par la communauté internationale.

#### Écart avec la communication du ministère fédéral de la santé
En 2016, le ministère fédéral de la santé a commencé à communiquer sur d'autres chiffres que ceux du Centre fédéral de prévention et de lutte contre le sida. Il a ainsi fait état en mai 2017 de chiffres différents,,. Ils montraientt une baisse brutale du nombre de personnes pour lesquelles une infection par le VIH a été dépistée entre 2016 et 2017, de « plus de 100 000 » à « 86 600 ». Le second de ces chiffres correspondait à celui des personnes enregistrées dans un établissement de soins, qui est en 2016 de 87 670, et il n'a jamais approché ou dépassé les 100 000 (sa valeur est de 86 599 en 2015). La méthode consistant à comparer des données issues de deux séries différentes est critiquable et critiquée.
Depuis, la confusion a continué à être entretenue dans les déclarations politiques sur l'évolution du nombre des personnes infectées par le VIH et du nombre des nouveaux cas dépistés, notamment en 2020,. L'explication de l'écart donnée par le ministère de la santé est qu'un même cas de séropositivité peut avoir été dépisté plusieurs fois,, ce qui n'est pas démontré, alors que l'essentiel de l'écart correspond à des personnes infectées par le VIH, mais qui ne sont pas enregistrées (sans domicile fixe, migrants internes à la fédération de Russie, ....).

### Infection par le VIH

#### Situation à la fin 2020
En 2020, le sida en Russie a été détecté dans 940856 cas (42% de l'Europe de l'ONU) dont 59598 nouveaux cas en 2020 (57% de l'Europe de l'ONU). Le taux de détection de 54,9 par 100 000 en 2019 en baisse reste le plus haut des pays européen devant l'Ukraine (38,8).
Ainsi la Russie est le pays le plus touché par le sida en Europe en nombre de personnes comme en taux de population.
Les données consolidées par le Centre fédéral de prévention et de lutte contre le sida sont à la fin 2020 les suivantes :
- 1 492 998, selon des chiffres provisoires, ont été dépistées séropositives au VIH depuis le début de l'épidémie.
- 1 104 768 vivent avec le virus, 388 230 sont décédées depuis leur dépistage.
- 94 668 nouveaux cas d'infection ont été dépistés en 2019, en excluant les dépistages anonymes et les ressortissants étrangers. Ce chiffre est en recul 26,2 % par rapport à l'année précédente. C'est la troisième baisse consécutive, les précédentes ayant été de 9,0 % en 2019 et 4,9 % en 2018. La hausse du nombre des nouveaux cas dépistés était de l'ordre de 10 % par an dans les années 2010, et, entre 2016 et 2018, leur nombre a dépassé le seuil de 100 000. Une partie de la baisse de constatée en 2020 s'explique par l'épidémie de Covid-19, qui a fait obstacle au dépistage du VIH. Il convient également de rappeler que cette statistique porte sur les cas dépistés, et non sur les nouvelles infections.

La prévalence de l'infection par le VIH est de 0,75 % (752,8 pour 100 000 habitants). Enfin, s'agissant des étrangers, 27 579 cas d'infection par le VIH ont été dépistés entre 1985 et 2015, et 3 567 en 2015.
En 2020, 35 409 873 tests sanguins ont été réalisés auprès de citoyens russes, soit un recul de 12,9 % par rapport à 2019, et 2 169 837 auprès d'étrangers.

#### Séries longues

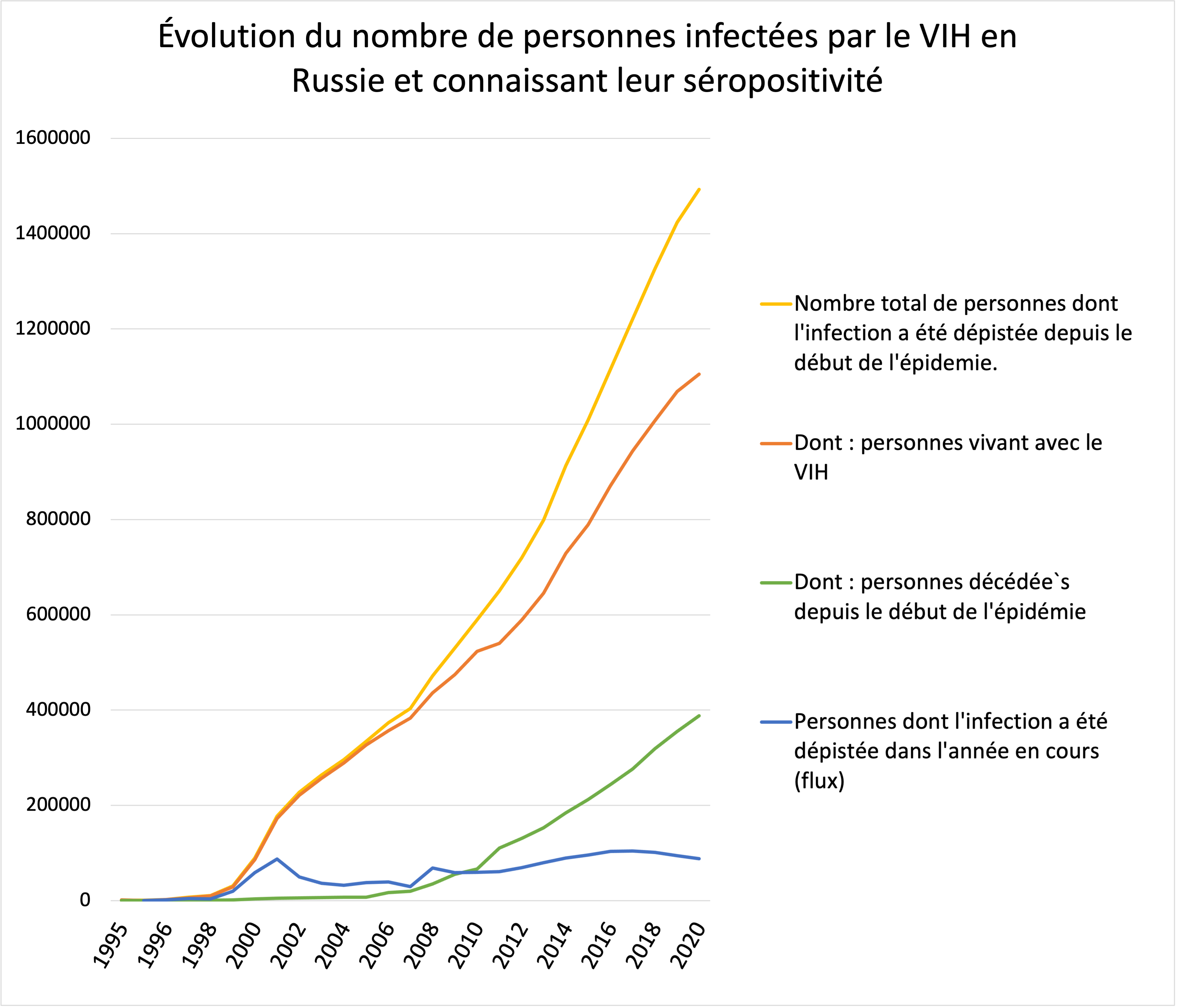

Pour les trois principaux indicateurs ayant fait l'objet d'un suivi depuis le début de l'épidémie, les séries longues sont les suivantes ,:
| Année    | Personnes dont l'infection a été enregistrée dans l'année en cours | Nombre de personnes infectées depuis le début de l'épidémie | Dont : Personnes décédées depuis le début de l'épidémie | Dont : Vivant avec le VIH |
| -------- | ------------------------------------------------------------------ | ----------------------------------------------------------- | ------------------------------------------------------- | ------------------------- |
| 1994     | —                                                                  | 887                                                         | 364                                                     | 523                       |
| 1995     | 203                                                                | 1 090                                                       | 407                                                     | 683                       |
| 1996     | 1 513                                                              | 2 603                                                       | 503                                                     | 2 100                     |
| 1997     | 4 315                                                              | 6 918                                                       | 779                                                     | 6 139                     |
| 1998     | 3 971                                                              | 10 889                                                      | 1 044                                                   | 9 845                     |
| 1999     | 19 758                                                             | 30 647                                                      | 1 785                                                   | 28 862                    |
| 2000     | 59 161                                                             | 89 808                                                      | 3 452                                                   | 86 356                    |
| 2001     | 87 771                                                             | 177 579                                                     | 5 327                                                   | 172 252                   |
| 2002     | 49 923                                                             | 227 502                                                     | 6 164                                                   | 221 338                   |
| 2003     | 36 396                                                             | 263 898                                                     | 6 744                                                   | 257 154                   |
| 2004     | 32 147                                                             | 296 045                                                     | 7 230                                                   | 288 815                   |
| 2005     | 38 021                                                             | 334 066                                                     | 7 395                                                   | 326 671                   |
| 2006     | 39 652                                                             | 373 718                                                     | 16 791                                                  | 356 927                   |
| 2007     | 29 382                                                             | 403 100                                                     | 19 924                                                  | 383 176                   |
| 2008     | 68 576                                                             | 471 676                                                     | 35 226                                                  | 436 450                   |
| 2009     | 58 509                                                             | 530 185                                                     | 55 618                                                  | 474 567                   |
| 2010     | 59 396                                                             | 589 581                                                     | 66 587                                                  | 522 994                   |
| 2011     | 60 584                                                             | 650 165                                                     | 110 323                                                 | 539 842                   |
| 2012     | 69 280                                                             | 719 445                                                     | 130 834                                                 | 588 611                   |
| 2013     | 79 421                                                             | 798 866                                                     | 153 221                                                 | 645 645                   |
| + Crimée | 23 489                                                             | 822 355                                                     | 153 221                                                 | 669 134                   |
| 2014     | 89 667                                                             | 913 035                                                     | 184 148                                                 | 728 887                   |
| 2015     | 95 475                                                             | 1 008 675                                                   | 212 579                                                 | 789 206                   |
| 2016     | 103 438                                                            | 1 114 815                                                   | 243 863                                                 | 870 952                   |
| 2017     | 104 402                                                            | 1 220 659                                                   | 276 660                                                 | 943 999                   |
| 2018     | 101 345                                                            | 1 326 239                                                   | 318 870                                                 | 1 007 369                 |
| 2019     | 94 668                                                             | 1 423 999                                                   | 355 160                                                 | 1 068 839                 |
| 2020     | 88 154                                                             | 1 492 998                                                   | 388 230                                                 | 1 104 768                 |

Graphique :

#### Modes de contamination
S'agissant ces cas d'infection par le VIH dépistés en 2019, le principal facteur à l'origine de la contamination était :
- les relations sexuelles hétérosexuelles dans 64,9 % des cas ;
- la voie parentérale pour les utilisateurs de drogues injectables (31,1 %) ;
- les relations sexuelles homosexuelles entre hommes (2,8 %).

Ces pourcentages ne portent pas sur l'ensemble des cas enregistrés, mais sur ceux pour lesquels ce principal facteur de risque a pu être identifié. De ce fait, certains voies de contamination peuvent être sous-estimées. Ce biais peut concerner les contaminations par la voie de relations sexuelles entre hommes, dont les auteurs du rapport indiquent qu'elles augmentent « quotidiennement ».
Quoi qu'il en soit, l'évolution la plus marquée est l'augmentation régulière, depuis le tournant du siècle, de la part des relations sexuelles hétérosexuelles dans les causes de contamination. Elle dépasse en 2020 les deux tiers. L’épidémie est donc sortie des groupes à risque, plus précisément de celui des toxicomanes, et concerne l’ensemble de la population.
Graphique :

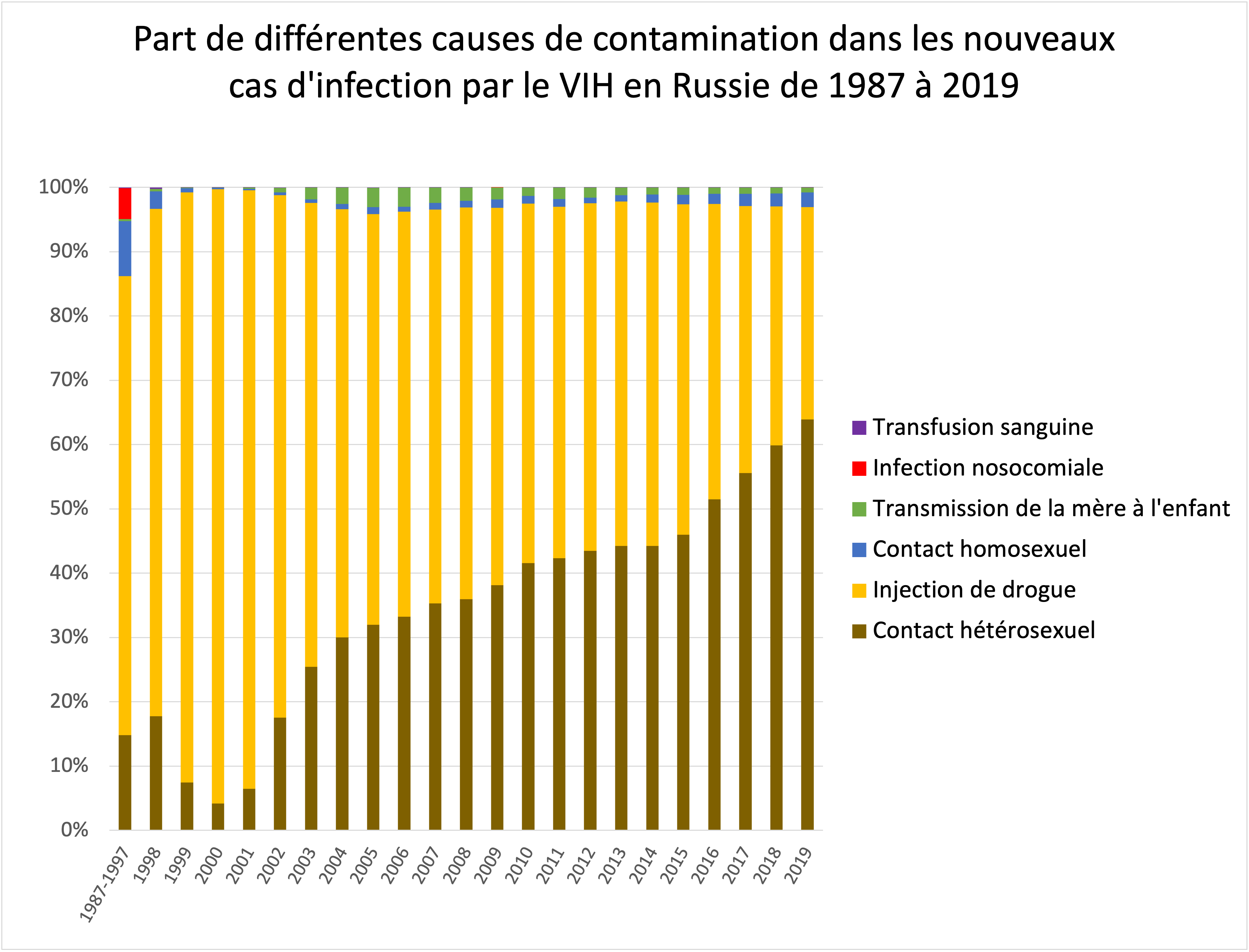

Le risque de transmission de la mère à l'enfant, en réduction, est de 1,3 % (165 enfants infectés par le VIH pour 11 724 naissances d'une mère séropositive en 2019. 411 enfants ont en outre été confirmés séropositifs en 2020, pour des naissances antérieures.

#### Données par sexe et par âge
En 2020, la part des hommes dans les nouveaux cas d'infection au VIH dépistés est de 60,8 %. Elle est de 62,6 % dans l'ensemble pour l'ensemble de ceux survenus depuis de le début de l'épidémie. Ces proportions sont stables depuis 2002. S'agissant des personnes pour lesquelles l'infection est imputée à l'usage de drogue, la part des femmes est de 21,5 % en 2014.
71,4 % des nouveaux cas dépistés en 2020 l'ont été dans la classe d'âge 30-49 ans. Le recul est particulièrement sensible pour les plus jeunes : en 2000, les 15-20 ans représentaient 24,7 % des nouveaux cas dépistés, en 2010, cette part était tombé à 2,2 % et en 2020 elle n'est plus que de 0,8 %.
En 2019, s'agissant, non plus des nouveaux cas dépistés, mais de l'ensemble des personnes séropositives, le taux de prévalence de l'infection par le VIH est de 1,42 % pour la classe d'âge 15-49 ans (1,72 % pour les hommes, 1,13 % pour les femmes). Le taux le plus élevé est constaté pour les 35-39 ans (2,60 %). Pour les hommes, il monte à 3,37 % pour les 40-44 ans).
Graphique :

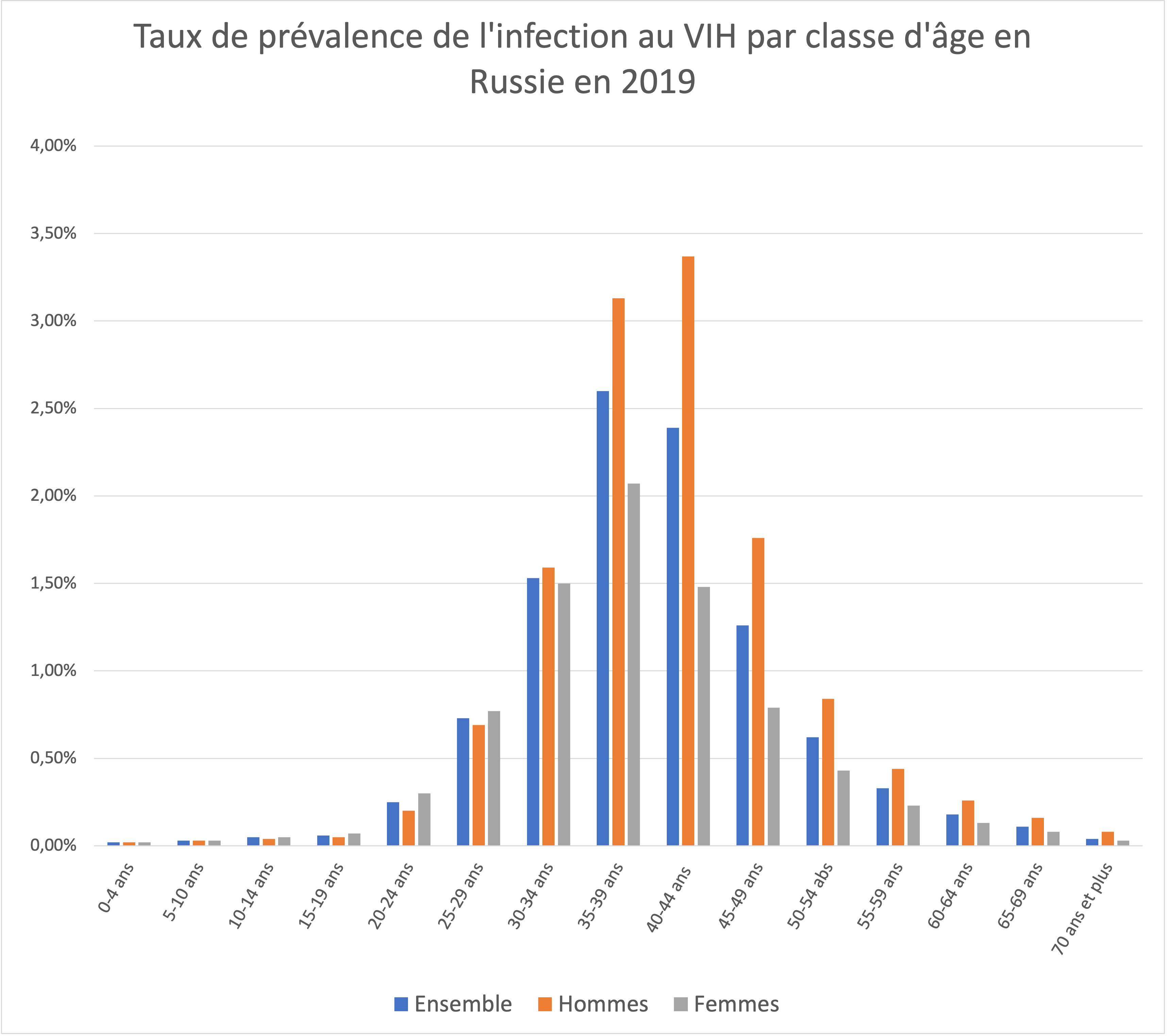

L'infection par le VIH touche donc principalement des personnes d'âge médian. C’est donc en fait une part significative de la population active qui, confrontée à des discriminations, notamment dans l’accès aux soins généraux et à l’emploi, voit ses activités économiques et sociales entravées.

#### Données territoriales
En 2020, les 17 régions où le nombre de personnes vivant avec le VIH dépasse 1 % de la population sont les suivantes :
1. Oblast de Kemerovo (1 998,6 pour 100 000 habitants) ;
2. Oblast d'Irkoutsk (1 953,5 pour 100 000) ;
3. Oblast de Sverdlovsk (1 854,9 pour 100 000) ;
4. Oblast d'Orenbourg (1 520,0 pour 100 000) ;
5. Oblast de Samara (1 496,9 pour 100 000) ;
6. Oblast de Tcheliabinsk (1 365,1 pour 100 000) ;
7. District autonome des Khantys et des Mansis (1 350,2 pour 100 000) ;
8. Oblast de Novossibirsk (1 323,3 pour 100 000)
9. Oblast de Tioumen (1 284,1 pour 100 000) ;
10. Oblast de Leningrad (1 273,1 pour 100 000) ;
11. Kraï de Perm (1 231,2 pour 100 000) ;
12. République de Crimée (1 184,2 pour 100 000) ;
13. Kraï de Krasnoïarsk (1 142,5 pour 100 000) ;
14. Oblast d'Oulianovsk (1 084,3 pour 100 000) ;
15. Oblast de Kourgan  (1 067,3 pour 100 000) ;
16. Oblast de Tomsk  (1 066,5 pour 100 000) ;
17. Kraï de l'Altaï (1 058,7 pour 100 000).

S'agissant de l'incidence de l'épidémie, telle qu'elle peut estimée sur la base du nombre des dépistages positifs, 25 régions sur les 86 de la Fédération de Russie représentent à elles-seules 64,9 % de l'ensemble des nouveaux cas dépistés. Il s'agit de :
1. Oblast de Kemerovo (124,6 nouveaux cas pour 100 000 habitants) ;
2. Oblast de Sverdlovsk (95,9 pour 100 000) ;
3. Kraï de Perm (95,5 pour 100 000) ;
4. Oblast de Tcheliabinsk (93,3 pour 100 000) ;
5. Oblast de Tomsk (90,2 pour 100 000) ;
6. Oblast d'Irkoutsk (89,8 pour 100 000) ;
7. Kraï de Krasnoïarsk (86,2 pour 100 000) ;
8. Oblast d'Orenbourg (111,3 pour 100 000) ;
9. Oblast de Novossibirsk (84,8 pour 100 000) ;
10. District autonome des Khantys et des Mansis (78,1 pour 100 000) ;
11. Oblast de Tioumen (77,1 pour 100 000) ;
12. Kraï de l'Altaï (71,6 pour 100 000) ;
13. Oblast de Samara (70,9 pour 100 000) ;
14. Oblast de Kourgan (68,5 pour 100 000) ;
15. Oblast d'Omsk (64,3 pour 100 000) ;
16. République de Crimée (62,0 pour 100 000) ;
17. Ville de Sébastopol (61,9 pour 100 000) ;
18. République d'Oudmourtie (57,4 pour 100 000) ;
19. Oblast de Tver (57,1 pour 100 000) ;
20. Oblast d'Oulianovsk (57,1 pour 100 000) ;
21. Ville de Moscou (55,9 pour 100 000) ;
22. Oblast de Mourmansk  (52,2 pour 100 000) ;
23. District autonome de Tchoukotka (51,7 pour 100 000) ;
24. Oblast de Moscou (51,5 pour 100 000).

Comme le montre la carte suivante, indiquant les taux de prévalence de l'infection au VIH à la fin 2019 par région, l'épidémie se concentre dans les districts fédéraux de Sibérie et de l'Oural, et dans la moyenne vallée de la Volga.

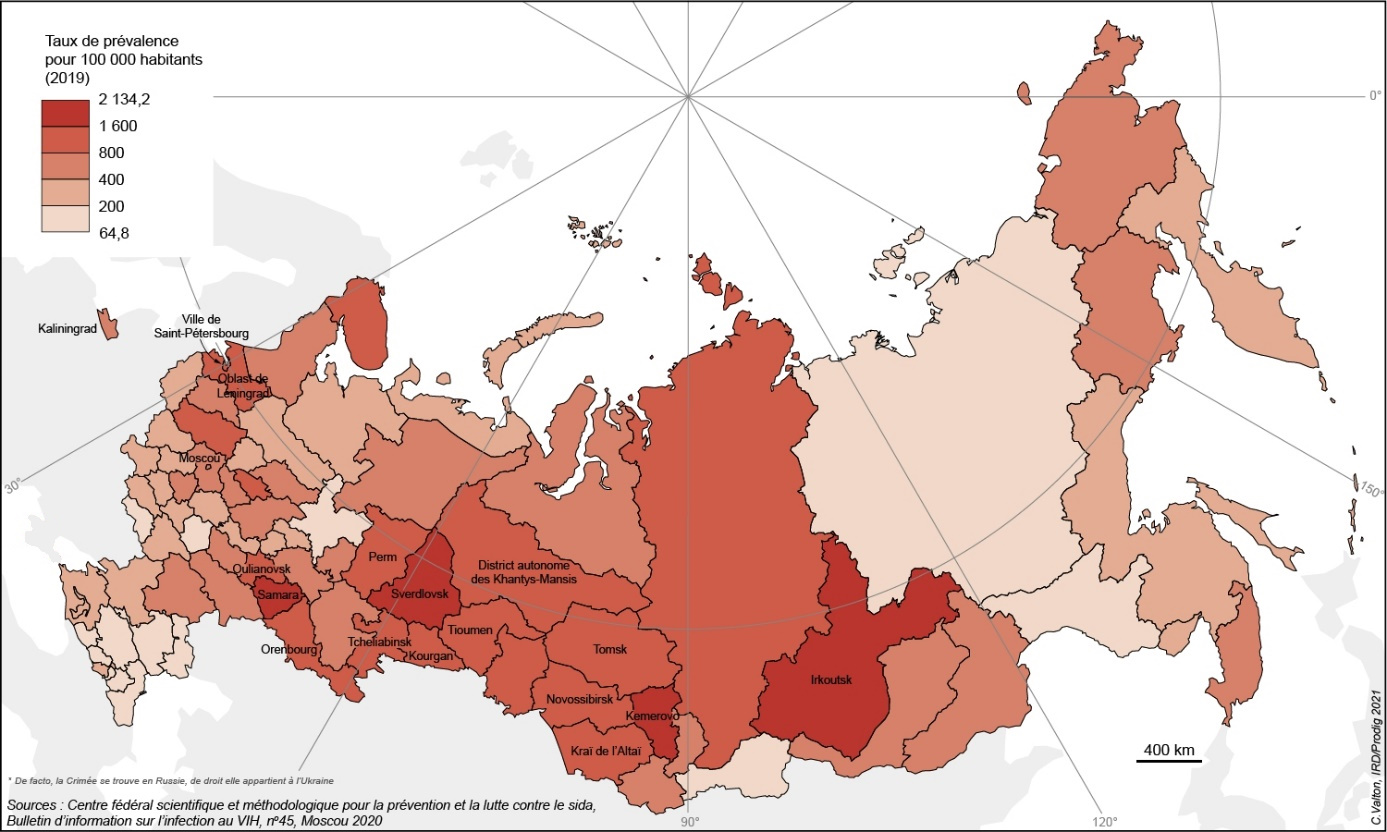

Carte :

#### Prise en charge sanitaire des personnes infectées par le VIH
Fin 2020, 788 938 personnes séropositives étaient enregistrées dans des établissements médicaux spécialisés, soit 69,4 % des personnes vivant avec une infection par le VIH dépistée (ce chiffre est en régression continue par rapport à 2017, où il était de 74,2 %). 604 999, dont 53 315 prisonniers, recevaient une thérapie antirétrovirale, soit 76,7 % des personnes enregistrées et 53,2 % de celles dépistées (ces deux taux étant en augmentation par rapport). 454 628 (soit 75,1 %) des 604 999 personnes séropositives traitées ont une charge virale maitrisée.
En flux, en 2020, 63 177 personnes infectées par le VIH ont fait l'objet d'une première prise en charge par un établissement de soin, et un traitement antirétroviral a été initié pour 106 106  personnes (120 876 en 2018).

### Morbidité et mortalité

#### Sida
Les données sur la morbidité liée au sida ne sont pas publiées. On trouve cependant dans un rapport du Centre de suivi de l'action contre la diffusion de la tuberculose en Russie, dépendant de l'Institut fédéral de recherche sur l'organisation et l'informatisation de la santé (TsNIIOIZ, en russe : ЦНИИОИЗ) le chiffre de 154 357 malades du sida en 2017. Ce nombre correspond aux personnes infectées par le VIH aux stades 4Б, 4В et 5 de la maladie, avec un nombre de CD4 inférieur à 200. Il était alors en forte augmentation, ayant plus que doublé par rapport à 2013 (67 145 malades du sida).
La série statistique annuelle des décès liés au sida est en revanche publiée régulièrement par le service fédéral des statistiques. À la différence d'autres pays où la baisse de la mortalité liée au sida est engagée, leur nombre augmentait fortement, et a atteint 20 045 durant l'année 2017. La hausse s'est poursuivie en 2018 (20 597 décès selon l'Agence fédérale des statistiques), mais en 2019, avec 20 088 décès, la tendance s'est inversée. En 2020, ce retournement s'est confirmé, et la baisse s'est accentuée, avec 18 499 décès.

#### Co-pathologies
Les co-pathologies dont sont atteintes les personnes pour lesquelles un diagnostic de sida a été fait étaient, par ordre décroissant, à la fin 2019 :
- la tuberculose pulmonaire (61,1 %) ;
- les autres formes de tuberculose (18,6 %) ;
- les autres infections microbactériennes (6,2 %) ;
- le syndrome d'épuisement (9,0 %) ;
- la candidose œsophagienne (5,1 %).

L'importance des co-infections tuberculeuses suscite des inquiétudes quant à l'apparition de souches multirésistantes. Les co-infections avec les hépatites B et C, non mentionnées ci-dessus, sont également un problème sanitaire majeur.

## Lutte contre l'épidémie

### Action des pouvoirs publics

#### Constat d'échec
Malgré l'organisation par le ministère fédéral de la santé et par Rospotrebnadzor d'un dispositif de prévention et de soin spécifique, et l'implication de médecins pionniers comme Aza Rakhmanova, la lutte contre l'épidémie a été un échec,,, et la situation y est considérée comme préoccupante dans le rapport de 2016 de l'ONUSIDA (Prevention gap report),.
Cet échec est imputé principalement :
- à l'absence de mise en place de la démarche de réduction des risques en direction des toxicomanes, principal foyer de l'épidémie[44],[45].
- à la part insuffisante des personnes infectées par le VIH sous traitement antirétroviral, qui devrait être au moins multipliée par deux[2].

Ces deux points sont mis en exergue dans le rapport de l'ONUSIDA. L'introduction de la stratégie d’état adoptée par le gouvernement fédéral indique elle-même que :

« Les taux de dépistage de la population et la couverture par les thérapies antirétrovirales sont actuellement insuffisants dans la Fédération de Russie, et le rythme de leur expansion trop faible pour atteindre les résultats globaux de réduction de la propagation du VIH dans le pays. »

Le rapport 2017 de l'ONUSIDA (anglais : Ending AIDS, Progress towards the 90-90-90 targets), portant sur des données 2016, confirme ce constat, et alerte également sur l'insuffisance des ressources financières affectées dans la région Europe de l'Est et Asie centrale, dont la fédération de Russie,.

#### Nouvelle stratégie fédérale
La nouvelle stratégie adoptée le 20 octobre 2016 par le gouvernement fédéral retient les orientations suivantes:
- l'information les citoyens de la fédération de Russie sur l'infection par le VIH (campagnes de prévention...) ;
- une approche interdisciplinaire globale pour les soins et le soutien social aux personnes séropositives ;
- des actions de réadaptation sociale et de réhabilitation, ainsi que de soutien social aux personnes séropositives, y compris parmi les groupes clés (avec notamment des programmes régionaux de prévention interministériels pour réduire l'infection par le VIH chez les consommateurs de drogues injectables) ;
- l'adaptation des normes juridiques, pour renforcer la prévention, mais également pour lever des discriminations à l'encontre des personnes infectées par le VIH ;
- la prise en compte des avancées de la science médicale dans la conduite des actions de prévention et la prescription des thérapies ;
- l'amélioration du suivi épidémiologique ;
- l'amélioration de l'organisation et l'augmentation des moyens de l'offre de soins aux personnes infectées par le VIH.

Le document fait référence aux recommandations de l’ONUSIDA et de l’OMS, et rompt avec des logiques d'actions antérieures, en prévoyant des actions tournées vers les groupes à risque, les toxicomanes et les personnes s’adonnant à la prostitution, mais également les homosexuels et les personnes emprisonnées ou en détention préventive. Il retient l'objectif de 60 % de couverture des personnes séropositives par un traitement antirétroviral, tout en conditionnant sa réalisation à des moyens budgétaires supplémentaires non dégagés, et réaffirme fortement les priorités au dépistage et à l'évitement de la transmission du virus de la mère à l'enfant.

#### Campagnes en direction des jeunes et du grand public
Les autorités russes développent également des actions de sensibilisation aux risques liés au VIH, à la prévention et au dépistage, en direction principalement des jeunes étudiants. Elles prennent notamment la forme d'évènements nationaux et régionaux regroupant les jeunes, et relayées par la télévision et les réseaux sociaux. Des actions d'information sont également réalisées avec les organisations professionnelles dans des entreprises.
Trois ministères (santé, éducation et recherche, communication) et la Fondation des initiatives socio-culturelles (russe : Фонд социально-культурных инициатив) présidée par Svetlana Medvedeva ont organisé à trois reprises depuis 2016 la campagne Stopvihsida (russe : Стоп ВИЧ/СПИД),. Le ministère de santé a également mis en place un site internet consacré à la prévention du sida.
Les visuels et support de prévention sont généralement en retrait de ceux des pays d'Europe occidentale.
La publication du documentaire Le VIH en Russie : une épidémie dont on ne parle pas par le journaliste et blogueur Iouri Doud, qui a enregistré 12 millions de vues en cinq jours, est certainement une des plus grandes avancées récentes dans l'information sur l'infection par le VIH en Russie et sa prévention .

### Action des organisations de la société civile
Les associations et les organisations non gouvernementales sont impliquées dans la prévention du sida et l'accompagnement des personnes séropositives ou malades. Il s'est agi d'organisations internationales, telles que par exemple Caritas Internationalis ou la Croix-Rouge russe, affiliée au Mouvement international de la Croix-Rouge et du Croissant-Rouge, qui ont notamment assuré l'accompagnement palliatif des premiers malades. Les associations russes sont nombreuses (145 étaient recensées en 2009). Elles prennent en charge des actions indispensables de prévention de terrain en direction des jeunes et des groupes-clés, comme les bus bleus à Saint-Pétersbourg, qui ont fêté leur 20e anniversaire. Médecins du monde a apporté un appui. Malgré le volontariat, le développement de ces activités est entravé par l'insuffisance des moyens, et surtout par les inquiétudes résultant de l'inscription de plusieurs des organismes concernés sur la liste des « agents de l'étranger »,.
La stratégie fédérale retient cependant l'objectif d'impliquer les organisations de la société civile, y compris celles à vocation sociale à but non lucratif dans la lutte contre le sida.
L’Église orthodoxe développe également des actions de prévention, fondées sur la mise en avant des valeurs traditionnelles. Elles ont touché 10 000 personnes en 2015.

### Contribution des organisations multilatérales
Le Fonds mondial de lutte contre le sida, la tuberculose et le paludisme a financé à partir de 2004 des programmes de soins pour les personnes infectées par le VIH, notamment des migrants qui ne peuvent bénéficier du financement russe. Le nombre des personnes traitées à ce titre a dépassé 60 000, avant de chuter à 5000. Le fonds est intervenu aussi dans le financement de programmes de prévention, en direction notamment d’utilisateurs de drogues injectables.
Le classement en juillet 2013 par la Banque mondiale de la Russie dans les pays à revenu élevé, de même que l'hostilité des autorités russes aux pratiques de réduction des risques, ont eu pour conséquence une réduction drastique de cette ressource. En particulier, 30 projets concernant 27 000 personnes ont vu leur financement arrêté en 2014. Le fonds a continué à intervenir de 2015 à 2016, à une échelle insuffisante pour modifier la trajectoire épidémiologique de la fédération de Russie. Pour affirmer son indépendance dans le conduite sa politique sanitaire, la fédération de Russie a même tenu à rembourser les sommes reçues du Fonds, soit 217 millions et versé 100 millions comme contributeur.
L'ONUSIDA et l'Organisation mondiale de la santé ont apporté un appui aux autorités russes dans l'élaboration de leur nouvelle stratégie, et un groupe de travail Russie-OMS a été lancé en avril 2016.
L'Organisation internationale du travail a également soutenu des actions de prévention en direction des travailleurs

## Obstacles et menaces

### Repli sur les valeurs traditionnelles et désinformation
Plus en recherche d'ordre que de libéralisation culturelle, et appelant à un comportement exemplaire en espérant que cela aidera à empêcher la propagation du virus, la Russie n'est pas un terrain favorable pour lutter contre une maladie qui impose d'être capable de parler, sans les promouvoir, mais sans non plus les dénier, des relations sexuelles, des groupes marginalisés et des pratiques à risques.
La diffusion d'informations fausses et le recours à des explications complotistes, telles qu'un rapport d'un Institut d'études stratégiques indiquant que l’industrie des préservatifs est « intéressée à commercialiser ses produits » et qui, pour cela, « incite les jeunes, mineurs, à avoir des rapports sexuels précoces » ou que « le VIH est utilisé comme un élément de la guerre d’information contre la Russie » entretient le doute et empêche d'utiliser avec efficacité toute la palette des outils de la prévention.
La contestation de la responsabilité du VIH dans le sida est également active. Elle s'exprime notamment dans les réseaux sociaux, autour de groupes qui ont retenu l’appellation de « dissidents du sida » (russe : спид диссиденты). Ils sont à l'origine de refus de soins, et le ministère de la santé développe des actions tentant de réduire leur influence.

### Obstacles réglementaires à la prévention et aux traitements
En prohibant toute mention des relations sexuelles, qu'elles soient hétérosexuelles ou homosexuelles, la réglementation fait obstacle à la prévention dans les collèges et les lycées. S'agissant des relations sexuelles entre hommes, cet obstacle a été accru par une loi de 2013 à l'encontre de la « propagande pour les relations sexuelles non traditionnelles auprès des mineurs », qui en pratique expose à des sanctions pénales la diffusion de simples messages de prévention. Elle a conduit des associations à devoir arrêter leur activité en direction de ce groupe à risque.
S'agissant des utilisateurs de drogues, l'accès au traitement est conditionné à l'enregistrement sur un registre des toxicomanes. Il a généralement pour conséquence la perte de l'emploi et d'autres droits, comme le permis de conduire et un suivi étroit par les services de police, ce qui conduit une partie des personnes concernées à ne pas se soigner. Les conditions dans lesquelles est réprimée la toxicomanie font par ailleurs obstacle à la prévention et au dépistage.
Des difficultés comparables se rencontrent pour les personnes se livrant à la prostitution, compte tenu de sa pénalisation et des conditions de sa répression,.

### Dépistage
Les autorités de santé russes donnent une priorité au dépistage et y consacrent des moyens importants.
En 2018, 37 972 608 tests sanguins ont été réalisés auprès de citoyens russes, et 2 549 530 auprès d'étrangers, soit au total 40 522 138 tests. Pour les citoyens russes, le nombre des tests est en augmentation de 12,1 %. Le taux apparent de dépistage est de 25,9 % de la population, et, toujours pour les citoyens russes, le nombre de tests positifs est resté stable : il est de 126 711, en incluant les tests anonymes et les nouveau-nés.
En 2015, en moyenne, 4,2 tests sur 1000 ont été positifs. Parmi les personnes appartenant aux groupes clés, les taux de détection de l’infection par le VIH sont substantiellement plus élevés : 51,5 pour 1 000 tests effectués chez les consommateurs de drogues injectables et 31,1 pour 1 000 tests effectués parmi les personnes en détention.
Les principales faiblesses du dispositif de dépistage russe sont :
- de ne pas être ciblé sur les groupes à risques, les plus exposés[2] : les utilisateurs de drogues injectables, les hommes ayant des relations sexuelles avec les hommes, les détenus et les patients pour lesquels une maladie vénérienne avait été diagnostiquée ne représentaient, au total, que 5,1 % des tests réalisés[83];
- d'intervenir tardivement : 40,3 % des personnes pour lesquelles une infection par le VIH a été dépistée en 2014 avaient un taux de CD4 inférieur à 350[84].

### Couverture médicamenteuse
La question de la proportion des personnes infectées par le VIH recevant un traitement anti rétroviral est essentielle, non seulement pour leur protection contre le sida, mais également pour la prévention de la transmission du VIH. En effet, selon l'ONUSIDA, si 90 % des personnes vivant avec le VIH connaissent leur statut sérologique, 90 % de toutes les personnes infectées par le VIH dépistées reçoivent un traitement antirétroviral durable et 90 % des personnes recevant un traitement antirétroviral ont une charge virale durablement supprimée, la disparition du sida est possible.
Selon les données figurant dans l'annexe de la stratégie fédérale, la situation 2015 et les objectifs annuels concernant cet indicateur sont les suivants (les valeurs entre parenthèses sont celles « dont l'atteinte est possible sous réserve des ressources financières suffisantes en 2017 et du maintien de ces ressources à un niveau suffisant les années suivants pour le dépistage et les trithérapies ») :
| |                                      | 2015 | 2016 | 2017   | 2018   | 2019   | 2020  |
| --- | ------------------------------------ | ---- | ---- | ------ | ------ | ------ | ----- |
| Part des personnes séropositives recevant un traitement antirétroviral dans l'ensemble des personnes séropositives dépistées (%) | Objectif                             | 26,3 | 30,3 | 32,3   | 34,3   | 36,3   | 38,3  |
| Part des personnes séropositives recevant un traitement antirétroviral dans l'ensemble des personnes séropositives dépistées (%) | (Objectif si ressources suffisantes) | -    | -    | (45,1) | (60,2) | (75,3) | (90)  |
| Part des personnes séropositives recevant un traitement antirétroviral dans l'ensemble des personnes séropositives dépistées (%) | Réalisation                          | -    | 32,8 | 35,5   | 42,4   | 48,5   |       |
| Part des personnes séropositives recevant un traitement antirétroviral parmi les personnes séropositives enregistrées (%)        | Objectif                             | 37,3 | 41   | 44     | 48     | 52     | 56    |
| Part des personnes séropositives recevant un traitement antirétroviral parmi les personnes séropositives enregistrées (%)        | (Objectif si ressources suffisantes) | -    | -    | (69,7) | (79,8) | (90,1) | (100) |
| Part des personnes séropositives recevant un traitement antirétroviral parmi les personnes séropositives enregistrées (%)        | Réalisation                          | -    | 42,3 | 47,8   | 58,9   | 68,9   |       |

Le coût des médicaments est une variable clé, d'autant plus que la Russie, se refusant à l'utilisation des génériques, et souhaitant privilégier la production nationale, les a jusqu'à présent achetés à un prix très supérieurs payés par d'autres pays. Sans renoncer à l'objectif de production nationale, le ministère de la santé a centralisé en 2017 les achats pour peser sur les prix.
Plusieurs risques s'attachent à la réalisation de ces objectifs de couverture médicamenteuse :
- celui, évoqué explicitement dans la stratégie, de ne pas disposer de moyens budgétaires suffisants. Des mesures ponctuelles sont ainsi prises, comme des prélèvements sur le fonds de réserve budgétaire[88] ;
- celui de déprioriser les personnes non enregistrées dans les établissements de soins, qui appartiennent plus fréquemment à des groupes à risques ;
- enfin, des dysfonctionnements dans la mise à disposition des médicaments, régulièrement signalés par les associations de personnes séropositives, et qui se seraient accrus début 2017[89].

En 2023, de nombreuses pénuries d'antirétroviraux sont signalées. Cependant, ils ne sont pas touchés par les sanctions internationales. Une explication est que le budget alloué n'a pas évolué depuis plusieurs années alors que le nombre de personnes touchées a augmenté.

### Transmission de la mère à l'enfant
La prévention de la transmission de la mère à l'enfant, pendant la grossesse ou lors de l'accouchement, lorsque la femme enceinte est séropositive, a été une priorité constante des autorités sanitaires russes, avec des résultats positifs : le risque de transmission était de 2,2 pour 100 accouchements en 2015, et s'est abaissé à 1,7 % en 2016.
Environ 4,7 millions de tests de dépistage ont été effectués en 2015 auprès de femmes enceintes. Sur cette base, le taux d'infection par le VIH est estimé à 0,15 % en 2016 (0,12 % en 2011). 15 537 enfants sont nés en 2016 d'une mère séropositive, dont 281 ont été contaminés par le VIH.
Le taux de suivi médical des femmes infectées par le VIH et ayant été au terme de leur grossesse est passé de 84 % en 2008 à 92 % en 2016. Dans la même période, le taux d'administration d'une prophylaxie chimique est passé de 69,1 % à 89,9 %, et de 79,4 % à 95 % autour de l'accouchement.
Les facteurs qui peuvent ralentir ou contrecarrer ces progrès sont l'augmentation du nombre de femmes infectées par le VIH en âge de procréer, et les difficultés rencontrées dans la prise en charge médicale et sociale d'une partie des femmes séropositives en cas de grossesse, notamment des utilisatrices de drogues (21 %, pour les cas dépistés en 2016, ont été contaminées par la voie parentérale). Par ailleurs, le nombre des refus de traitements était en 2016 de 0,8 %

### Invasion de l'Ukraine
Avec l'invasion de l'Ukraine, la guerre est la priorité financière et les traitements antirétroviraux qui étaient déjà difficilement abordables pour les régions deviennent d'autant plus difficiles à trouver. En 2025, la population séropositive qui reçoit un traitement passe sous les 50 %. Pour les soldats sur le front, les traitements antirétroviraux sont pris de façon irrégulière et les aiguilles sont réutilisées lors des transfusions sanguines. À la fin de l'année 2023, les cas de séropositivité chez les soldats avaient été multipliés par vingt depuis le début de l'invasion.

## Discriminations à l'encontre des personnes infectées par le VIH

### Constats

#### Rapport de mission d'ACT-UP Paris (2005)
Un rapport d'ACT-UP rédigé en 2005 à l'issue d'une mission à Saint-Pétersbourg fait état de discriminations à l'encontre des personnes séropositives, trouvant leur origine dans un niveau d'information très faible sur le VIH/sida et ses modes de transmission, y compris chez les médecins. Un sondage fait en 2003 révélait que 10 % des 470 répondants avaient été renvoyés de leur travail après la révélation de leur séropositivité, et 30 % avaient été exclus de soins à cause de leur statut sérologique. S'agissant des traitements antirétroviraux, une sélection aurait été faite, en écartant les personnes jugées « indignes », usagers de drogues, alcooliques, personnes vivant dans la rue.
La discrimination se présentait dès la naissance d’un nouveau-né dont la mère était séropositive, celle-ci devant porter un ruban rouge indiquant son statut sérologique, également inscrit dans le dossier médical transmis aux crèches.

#### Enquête du Centre Levada (2010)
Un rapport de recherche publié en 2010 par le Centre Levada montre des discriminations et des violations des droits des personnes séropositives :
- plus d'un tiers des 666 personnes interrogées dans 11 grandes villes de Russie ont indiqué subi des discriminations ou une stigmatisation en lien avec leur séropositivité, dans presque la moitié des cas en raison de la méconnaissance des conditions de transmission de la maladie et de la crainte d'une infection par contact accidentel ;
- 21 % ont déclaré avoir fait l'objet de discriminations dans les 12 derniers mois de la part de services publics, et 17 % de ceux qui n'avait pas caché leur séropositivité se sont vu refuser des soins médicaux ;
- 41 % ont vu l'information sur leur séropositivité révélée sans leur consentement ;
- 4 % ont mentionné que le personnel de santé les avait contraint à une stérilisation, et 21 % des femmes enceintes dans les 12 derniers mois avaient été forcées à interrompre leur grossesse.

#### Condition de nationalité et de résidence
Le droit d’accès aux soins pour n'est pas garanti pour les ressortissants étrangers, l'infection par le VIH étant un motif de refus de permis de séjour et d'expulsion, et la fédération de Russie a été condamnée pour ce motif dans le cas d'un ressortissant marié à une citoyenne russe.
Le problème de l'accès aux soins se pose également pour les migrants internes à la Russie, même s'ils ont la nationalité russe. En effet, l'accès aux soins suppose un enregistrement dans le lieu de résidence, difficile à obtenir pour des personnes en situation précaire, ce qui leur impose de devoir en principe se soigner dans leur région d'origine[réf. nécessaire].

### Stratégie fédérale
La stratégie fédérale adoptée le 20 octobre 2016 confirme l'existence de ces discriminations, en se fixant pour objectif de les réduire, notamment dans la famille, la société, l'emploi et l'accès aux soins. Elle promeut « la constitution d'un environnement social excluant la discrimination à l’encontre des personnes séropositives ».

### Perspectives
Un texte législatif mettant fin à deux dispositions discriminatoires inscrites dans la réglementation russe a été annoncé en 2017. Sont prévues la levée des interdictions faites aux personnes infectées par le VIH :
- d'adopter[réf. souhaitée];
- aux personnes de nationalité étrangère, d'entrer et de séjourner sur le territoire russe[réf. nécessaire] ;
- de passer le permis de conduire[réf. nécessaire].